# Ancistrocerus septemfasciatus
Ancistrocerus septemfasciatus är en stekelart. Ancistrocerus septemfasciatus ingår i släktet murargetingar, och familjen Eumenidae. Utöver nominatformen finns också underarten A. s. feanus.